# Pueblo abanyom
El pueblo abanyom es un clan del pueblo bakor  descendiente del pueblo ekoi. Sus principales comunidades se encuentran al norte del estado de Cross River, Nigeria. Hablan abanyom o bako, un dialecto de las lenguas ekoides o bantú ekoides. Son conocidos por sus akwanshi o akwansi, esculturas de piedra que representan a jefes sagrados del pueblo; creación artística que comparten con otros pueblo ekoides. Son un pueblo agricultor que explota también el aceite de palma. Tienen una población estimada en 32.000 personas.
El río Benue, principal afluente del río Níger, también mantuvo a los abanyom comunicados con más de trescientas pequeñas comunidades asentadas a lo largo de los 1.400 km de este cauce fluvial.

## Cultura
Los monolitos akwanshi, también conocidos como monolitos de Bakor, son el legado de mayor singularidad. Están construidos principalmente de basalto o piedra caliza extraídos de los ríos cercanos. Pueden tener entre 20 cm a 3 m de alto. Sus creadores realizaron tallas de rasgos faciales, barbas, marcas decorativas (probablemente indicadoras de escarificación), ombligos, etc. Cada uno distingue a un líder de un clan ancestral.
Las esculturas se encuentran al norte del valle del río Cross. Se lo considera un arte único de esculturas de piedra dura. Se estima que fueron obra de los antepasados de un restringido grupo de bantúes ekoid que vivían en el norte, específicamente los nta, nselle, nnam, abanyom y akagu. Diseminadas en unos 1000 km² las esculturas se encuentran en un territorio delimitado por la margen derecha del río Cross a su altura media y el río Ewayon, confluente del Cross.
En los años 1961 y 1962 un trabajo de campo de Philip Allison registró 295 piedras labradas con figuras humanas. De ellas 22 esculturas estaban en el país de los abanyom, distribuidas en tres zonas. Los abanyom tallaron principalmente sobre piedra caliza, fácil de trabajar pero menos resistente que otras rocas a las inclemencias del tiempo.
La edad de los monolitos sigue siendo objeto de especulaciones, sobre todo en ausencia de una investigación arqueológica adecuada. Parece probable que la tradición se desarrolló a lo largo de varios siglos, y que gradualmente dejó de ser práctica durante el período de la influencia colonial británica. Una investigación posterior a los trabajos de Philip Allison (1961-1962), permitió detectar el robo de monolitos y su presencia en colecciones de museos internacionales, así como en varias galerías privadas y coleccionistas. Los monolitos fueron robados durante la década de 1970, tras la Guerra Civil de Biafra, y se pasaron de contrabando a través de la frontera cercana con Camerún antes de ingresar al mercado negro de antigüedades.
El problema del robo ha llevado a la inclusión de los monolitos en la Lista Roja del ICOM de objetos culturales de África Occidental en peligro. Además, la condición crítica de los monolitos de Bakor ha llevado a que se incluyan en el 'World Monuments Watch' del Fondo Mundial de Monumentos (inscrito en 2008) y en la lista provisional de sitios del Patrimonio Mundial de la UNESCO.

## Historia
Los estudios sobre las esculturas akwanshi de Philip Allison fueron reinterpretados dos décadas después por B. W. Andah y J. R.  Anquandah que analizando la complejidad de las construcciones los llevó a datar la presencia de sus creadores, entre ellos los abanyom entre los siglos I y II.  Según esta teoría, la construcción del complejo megalítico akwanshi podría ser el resultado de la existencia de un reino en la zona, similar al de los bini o el país yoruba.
La irrupción de la trata de esclavos trasatlántica pudo afectar esta organización mayor y llevar a la actual disgregación de pueblos que caracteriza a la zona.
En tiempos precoloniales, los abanyom, integrantes de la cultura akwanshi, formaron parte de una división de clanes y pueblos ekoid-bantú que se enfrentaron y cuya rivalidad se mantuvo vigente hasta el siglo XX.

## Sociedad
Las comunidades están dirigidas por un consejo de ancianos que organizan a los más jóvenes, a través de la institución tradicional conocida como clases de edad. A la vez existe un ntoon, o jefe religioso que se encarga de los ceremoniales.

## Idioma
El idioma abanyom integra la clasificación de las llamadas lenguas ekoides (o bantú ekoide). Un  complejo dialectal que incluye al ekajuk y al ejagham (ekoi), hablados principalmente en el sureste de Nigeria y las regiones vecinas de Camerún.
En el siglo XXI la población joven también habla inglés, idioma oficial de Nigeria.

## Religión
Las creencias ancestrales conviven con las corrientes cristianas que hicieron irrupción tras el período colonial. Según un informe de la fundación Joshua Project, cada pueblo de la comunidad tiene al menos un templo católico. También mencionan la presencia de comunidades metodistas, presbiterianas y un importante número de iglesias pentecostales.  La ausencia de una escritura abanyom hizo proliferar biblias escritas en inglés, pero que resulta difíciles de leer para ancianos y niños pequeños.